# (32878) 1993 NX
1993 NX (asteroide 32878) é um asteroide da cintura principal. Possui uma excentricidade de 0.22379360 e uma inclinação de 1.61393º.
Este asteroide foi descoberto no dia 12 de julho de 1993 por Eric Walter Elst em La Silla.